# Senador (España)

Escudo del Senado de España.

En España, un senador es un representante territorial de los ciudadanos y, como tal, integrante de la Cámara territorial española, el Senado. El sistema de elección en España de los miembros de la cámara alta hace que el número de senadores sea indeterminado y puede variar en cada elección, si bien, debido a la actual división territorial prevista por la Constitución, ese número nunca será inferior a 225 senadores.
Para la XV legislatura (2023-2027) hay 266 senadores. De estos, 208 son senadores electos directamente por los ciudadanos y 58 son designados por las regiones españolas. Pedro Rollán Ojeda, senador por Madrid, es el actual presidente del Senado.

## Regulación actual
La figura del senador está prevista en el Título III de la vigente Constitución española, denominado «De las Cortes Generales». La Constitución establece la distribución mínima de senadores, su mandato, causas de inelegibilidad e incomptabilidad, así como sus derechos parlamentarios.
El Reglamento del Senado, norma interna por la que se rige la Cámara Alta, desarrolla la figura, y establece que:
- Los senadores tienen el derecho y el deber de acudir a las sesiones plenarias o a las comisiones senatoriales.
- Pueden reclamar información a todas las Administraciones públicas.
- Pueden utilizar la lengua común o las lenguas cooficiales de las comunidades autónomas.
- Tienen el tratamiento de excelencia de forma vitalicia.
- Tienen derecho al libre acceso en los transportes colectivos que determine la Mesa de la Cámara.

También tienen la obligación de hacer declaraciones sobre sus actividades y sobre su patrimonio.

### Tipos y elección
Los senadores pueden ser senadores electos y senadores autonómicos o territoriales. Su regulación está prevista en la Constitución y en la Ley Electoral.

#### Senador electo
Los senadores electos son aquellos que son elegidos directamente por los ciudadanos. De acuerdo con la Constitución, los senadores electos se reparten así:
- Cuatro senadores por cada provincia peninsular. Al haber 47 provincias de este tipo, se eligen 188 senadores.
- Tres senadores por cada isla mayor. Al haber 3 islas mayores, se eligen 9 senadores.
- Dos senadores cada ciudad autónoma. Al ser dos, se eligen 4 senadores.
- Un senador por cada isla menor o agrupación de islas. Al haber 7 de este tipo, se eligen 7 senadores.

El Senado contiene un total de 208 senadores electos.

#### Senador autonómico o designado
Los senadores autonómicos, también llamados senadores designados, senadores territoriales o senadores de designación autonómica, son elegidos por las asambleas legislativas de las comunidades autónomas. Se designan de la siguiente forma:
- Un senador por cada comunidad autónoma, haciendo un total de 17 senadores.
- Un senador por cada millón de habitantes. Esta es la cláusula constitucional que provoca la indeterminación del número de senadores. En la XIV legislatura se designan 40 senadores mediante esta forma.[6]

En España hay actualmente 58 senadores designados.
| Comunidad autónoma                    | Nombre del legislativo                   | Senadores |
| Comunidad autónoma                    | Nombre del legislativo                   | Número    |
| ------------------------------------- | ---------------------------------------- | --------- |
| Andalucía                             | Parlamento de Andalucía                  | 9         |
| Aragón                                | Cortes de Aragón                         | 2         |
| Comunidad de Madrid                   | Asamblea de Madrid                       | 7         |
| Comunidad Valenciana                  | Cortes Valencianas                       | 6         |
| Canarias                              | Parlamento de Canarias                   | 3         |
| Cantabria                             | Parlamento de Cantabria                  | 1         |
| Castilla-La Mancha                    | Cortes de Castilla-La Mancha             | 3         |
| Castilla y León                       | Cortes de Castilla y León                | 3         |
| Cataluña                              | Parlamento de Cataluña                   | 8         |
| Extremadura                           | Asamblea de Extremadura                  | 2         |
| Galicia                               | Parlamento de Galicia                    | 3         |
| Islas Baleares                        | Parlamento de las Islas Baleares         | 2         |
| La Rioja                              | Parlamento de La Rioja                   | 1         |
| Navarra                               | Parlamento de Navarra                    | 1         |
| País Vasco                            | Parlamento Vasco                         | 3         |
| Asturias                              | Junta General del Principado de Asturias | 2         |
| Región de Murcia                      | Asamblea Regional de Murcia              | 2         |
| Número total de senadores autonómicos | Número total de senadores autonómicos    | 58        |

### Cese
El mandato de los senadores es de cuatro años, salvo que, a petición del presidente del Gobierno, el rey disuelva las Cortes Generales o únicamente el Senado de forma anticipada.
Las causas generales de pérdida de la condición de Senador son:
1. La anulación de la elección o de la proclamación de Senador mediante sentencia judicial firme.
2. La condena a pena de inhabilitación absoluta o especial para cargo público dispuesta por sentencia judicial firme.
3. El fallecimiento.
4. La pérdida de los requisitos generales de elegibilidad establecidos en la legislación correspondiente.
5. La extinción del mandato, al concluir la legislatura o ser disuelta la Cámara, sin perjuicio de lo dispuesto para los miembros de la Diputación Permanente en el artículo 46.
6. En el caso de los Senadores designados, cuando así proceda y se comunique por las Asambleas legislativas u órganos colegiados superiores de las comunidades autónomas.
7. La renuncia efectuada ante la Mesa de la Cámara.

### Fuero parlamentario
- Los senadores gozan de inviolabilidad sobre las opiniones que manifiesten en actos parlamentarios y por los votos emitidos en el ejercicio de su cargo. Esta prerrogativa se mantiene aún después de cesar en el cargo.
- Poseen inmunidad, por lo que no pueden ser detenidos salvo en caso de flagrante delito. Para procesar a un senador, los tribunales de justicia necesitan autorización del Senado.

## Regulación histórica

### Estatuto Real de 1834
La primera vez que se crea una cámara alta en España fue en 1834, mediante el Estatuto Real. Este estatuto creaba el Estamento de Próceres, una cámara alta compuesta de Próceres del Reino, figura predecesora de los actuales senadores. Los miembros de esta cámara se podían dividir en dos categorías: próceres por derecho propio y próceres por elección real. No había límite de próceres.
Los próceres por derecho propio eran los Grandes de España, y simplemente tenían que reunir una serie de requisitos para asumir su posición tales como tener 25 años, una grandeza, una renta anual mínima, no tener problemas económicos ni judiciales y no ser súbditos de otro monarca.
Los próceres por designación real eran elegidos por el monarca de entre los siguientes grupos:
- Arzobispos y Obispos electos o auxiliares.
- Nobleza.
- Ilustres ciudadanos por haber asumido importantes cargos del Reino.
- Propietarios de grandes tierras, fábricas, manufacturas o establecimientos mercantiles con una renta mínima.
- Renombrados ciudadanos del mundo de la enseñanza pública, las ciencias o las letras con una renta mínima.

### Periodo 1837-1876
Con la Constitución de 1837 la cámara alta se renombró como Senado y sus miembros senadores. Con esta constitución se ponía límite al número de senadores, no pudiendo sobrepasar los tres quintos de los Diputados. El número mínimo de senadores por provincia era 1, y eran elegidos por el monarca de entre una terna por provincia. Asimismo, se elevaba la edad de los senadores a 40 años y el se renovaban un tercio de los senadores cada elección general. Los infantes eran senadores por derecho a la edad de 25 años.
La Constitución de 1845 reguló un Senado con un número ilimitado de miembros. Se rebajó la edad para ejercer el derecho pasivo a 30 años, se exigió una renta mínima y tenían que pertenecer a alguna de estas clases:
| - Presidentes de alguno de los Cuerpos Colegisladores. - Senadores o Diputados admitidos tres veces en las Cortes. - Ministros de la Corona. - Consejeros de Estado. - Arzobispos. - Obispos. - Grandes de España. - Capitanes generales del Ejército y Armada. | - Tenientes generales del Ejército y Armada. - Embajadores. - Ministros plenipotenciarios. - Presidentes de Tribunales Supremos. - Ministros y Fiscales de los mismos. - Nobleza. - Los que paguen con un año de antelación 8000 reales de contribuciones directas, hayan sido Senadores o Diputados a Cortes, o Diputados provinciales, o Alcaldes en pueblos de 30.000 almas, o Presidentes de Juntas o Tribunales de Comercio. |

Se mantenía el derecho de los infantes a ser senadores a la edad de 25 años y el carácter vitalicio de los senadores.
La Constitución de 1856 recuperó la regulación de 1837, que se mantuvo hasta la aprobación de la nueva Constitución de 1869. Esta nueva constitución estableció un sistema indirecto de elección de los senadores. Los senadores, 4 por provincia, eran elegidos por los compromisarios que formaban parte de las juntas electorales provinciales. Se mantuvo la edad mínima de 40 años, se exigía gozar de todos los derechos civiles y, además, pertenecer o haber pertenecido a alguna de estas categorías:
| - Presidente del Congreso. - Diputado electo en tres elecciones generales, o una vez para Cortes Constituyentes. - Ministro de la Corona. - Presidente del Consejo de Estado, de los Tribunales Supremos, del Consejo Supremo de la Guerra y del Tribunal de Cuentas del Reino. - Capitán general de Ejército o Almirante. - Teniente general o Vicealmirante. - Embajador. - Consejero de Estado. - Magistrado de los Tribunales Supremos, individuo del Consejo Supremo de la Guerra y del Almirantazgo, Ministro del Tribunal de Cuentas del Reino o Ministro plenipotenciario durante dos años. | - Arzobispo u Obispo. - Rector de Universidad de la Clase de Catedráticos. - Catedrático de término, con dos años de ejercicio. - Presidente o Director de las Academias Española, de la Historia, de Nobles Artes, de Ciencias Exactas, Físicas y Naturales, de Ciencias Morales y Políticas, y de Ciencias Médicas. - Inspector general de los Cuerpos de ingenieros civiles. - Diputado provincial cuatro veces. - Alcalde dos veces en pueblos de más de 30.000 habitantes. - Ser uno de los 50 mayores contribuyentes por contribución territorial, y los 20 mayores por subsidio industrial y comercial, de cada provincia. |

El Senado, durante la vigencia de esta constitución, no preveía la figura del senador vitalicio y, en cada elección general, se renovaba un cuarto de la cámara, salvo que el rey disolviese el Senado, que se renovaba completamente.

### Constitución de 1876
Con la restauración de la Casa de Borbón en 1875, se aprobó una nueva constitución al año siguiente que estableció tres tipos de senadores, senadores por derecho propio, senadores de elección real y senadores elegidos por las corporaciones o por ser grandes contribuyentes.
Los senadores por derecho propio eran:
- Los hijos del Rey y del sucesor inmediato de la Corona, que hayan llegado a la mayoría de edad.
- Los grandes de España que lo fueren por sí, que no sean súbditos de otra Potencia y acrediten tener la renta anual de 60.000 pesetas, procedente de bienes propios, inmuebles, o de derechos que gocen la misma consideración legal.
- Los Capitanes generales del Ejército y el Almirante de la Armada.
- El Patriarca de las Indias y los Arzobispos.
- El Presidente del Consejo de Estado, el del Tribunal Supremo, el del Tribunal de Cuentas del Reino, el del Consejo Supremo de la Guerra, el de la Armada, después de dos años de ejercicio.

Para ser elegido senador por designación real o por elección de las Corporaciones del Estado y mayores contribuyentes, tenían que ser o haber sido:
| - Presidente del Senado o del Congreso de los Diputados. - Diputados que hayan pertenecido a tres Congresos diferentes o que hayan ejercido la Diputación durante ocho legislaturas. - Ministros de la Corona. - Obispos. - Grandes de España. - Tenientes generales del Ejército y Vicealmirantes de la Armada, después de dos años de su nombramiento. - Embajadores, después de dos años de servicio efectivo, y ministros plenipotenciarios después de cuatro. - Consejeros de Estado, fiscal del mismo Cuerpo, y ministros y fiscales del Tribunal Supremo y del de Cuentas del Reino, consejeros del Supremo de la Guerra y de la Armada, y decano del Tribunal de las Órdenes Militares, después de dos años de ejercicio. - Presidentes o directores de las Reales Academias Española, de la Historia, de Bellas Artes de San Fernando, de Ciencias Exactas, Físicas y Naturales, de Ciencias Morales y Políticas, y de Medicina. | - Académicos de número de las Corporaciones mencionadas, que ocupen la primera mitad de la escala de antigüedad en su Cuerpo; inspectores generales de primera clase de los Cuerpos de Ingenieros de Caminos, Minas y Montes; catedráticos de término de las Universidades, siempre que lleven cuatro años de antigüedad en su categoría y de ejercicio dentro de ella. - Los que con dos años de antelación posean una renta anual de 20.000 pesetas o paguen 4.000 pesetas por contribuciones directas al Tesoro público, siempre que además sean títulos del Reino, hayan sido Diputados a Cortes, diputados provinciales o alcaldes en capital de provincia o en pueblos de más de 20.000 almas. - Los que hayan ejercido alguna vez el cargo de Senador antes de promulgarse esta Constitución. Los que para ser Senadores en cualquier tiempo hubieren acreditado renta podrán probarla para que se les compute, al ingresar como Senadores por derecho propio, con certificación del Registro de la Propiedad que justifique que siguen poseyendo los mismos bienes. |

La cámara alta se renovaba por mitades en cada elección y en su totalidad cuando el rey disolviese el Senado. Para ser senador había que ser español, tener 35 años cumplidos, no estar procesado criminalmente ni inhabilitado en el ejercicio de sus derechos políticos, y no tener sus bienes intervenidos.
Esta regulación senatorial estuvo vigente hasta la Constitución republicana de 1931, que suprimió la cámara alta y no sería recuperada hasta 1977.

### Ley de Reforma Política
El Senado fue restablecido en 1977, tras casi medio siglo de ausencia, mediante la Ley para la Reforma Política. Esta ley estableció dos tipos de senadores: senadores electos popularmente para la representación de los distintos territorios y senadores de designación real, que no podían sobrepasar la quinta parte de los elegidos popularmente. El Senado durante la legislatura constituyente se compuso de 207 senadores electos y 41 senadores de designación real. Tras la aprobación de la Constitución de 1978, los senadores por designación real pasaron a ser designados por los parlamentos regionales.

### Menciones especiales
Una breve mención especial requiere el Proyecto de Constitución de 1873. Se trataba de una constitución republicana federal que ya recogía la figura actual del senador territorial. En este proyecto constitucional, la cámara alta se denominaba Senado y sus senadores eran elegidos por los parlamentos regionales. A diferencia de la actual figura, los senadores que se elegían eran cuatro por Estado federado, sin importar la población o importancia. El mandato previsto para los senadores, al igual que el de los diputados, era de dos años.